# Частен случай (предаване)
„Частен случай“ е публицистично предаване на БНТ, което започва излъчване на 29 октомври 1993 г. Първоначално се излъчва по Ефир 2, а по-късно продължава по основния Канал 1. Последният епизод на предаването е излъчен на 12 юни 2014 г. На 21 октомври 2018 г. предаването е възстановено като част от сутрешния блок „Денят започва с Георги Любенов“ излъчвайки се всяка неделя. На 28 юли 2019 г. е излъчен последния епизод.